# Erovnuli Liga 2021
L'Erovnuli Liga 2021 è stata la trentatreesima edizione della massima serie del campionato georgiano di calcio, iniziata il 27 febbraio e terminata il 4 dicembre 2021. La Dinamo Tbilisi era la squadra campione in carica. La Dinamo Batumi ha conquistato il titolo per la prima volta nella sua storia.

## Stagione

### Novità
Dalla Erovnuli Liga 2020 sono stati retrocessi in Erovnuli Liga 2 il Chik. Sachkhere, dopo aver perso lo spareggio promozione/retrocessione, e il Merani Tbilisi, mentre dalla Erovnuli Liga 2 sono stati promossi il Shukura Kobuleti e il Samgurali Ts'q'alt'ubo, vincitore dello spareggio promozione/retrocessione.

### Formula
Le 10 squadre partecipanti si affrontano in un girone all'italiana con doppie partite di andata e ritorno, per un totale di 36 giornate. Al termine, la squadra prima classificata è dichiarata campione di Georgia ed ammessa al primo turno di qualificazione della UEFA Champions League 2022-2023. La seconda e la terza classificata vengono ammesse al primo turno di qualificazione della UEFA Europa Conference League 2022-2023, assieme alla squadra vincitrice della coppa nazionale. L'ultima classificata viene retrocessa in Erovnuli Liga 2, mentre l'ottava e la nona classificate disputano uno spareggio promozione/retrocessione contro la seconda e la terza classificate in Erovnuli Liga 2 per due posti in massima serie.

## Squadre partecipanti
| Club                   | Città      | Stadio                                | Stagione precedente         |
| ---------------------- | ---------- | ------------------------------------- | --------------------------- |
| Dila Gori              | Gori       | Stadio Tengiz Burjanadze              | 3º posto in Erovnuli Liga   |
| Dinamo Batumi          | Batumi     | Batumi Arena                          | 2º posto in Erovnuli Liga   |
| Dinamo Tbilisi         | Tbilisi    | Stadio Boris Paichadze                | 1º posto in Erovnuli Liga   |
| Lok’omot’ivi Tbilisi   | Tbilisi    | Stadio Mikheil Meskhi                 | 4º posto in Erovnuli Liga   |
| Saburtalo Tbilisi      | Tbilisi    | Stadio Mikheil Meskhi                 | 5º posto in Erovnuli Liga   |
| Samgurali Ts'q'alt'ubo | Tskhaltubo | Stadio Murtaz Khurtsilava (Mart'vili) | 2º posto in Erovnuli Liga 2 |
| Samt'redia             | Samtredia  | Stadio Erosi Manjgaladze              | 7º posto in Erovnuli Liga   |
| Shukura Kobuleti       | Kobuleti   | Chele Arena                           | 1º posto in Erovnuli Liga 2 |
| Telavi                 | Telavi     | Stadio Givi Chokheli                  | 6º posto in Erovnuli Liga   |
| T'orp'edo Kutaisi      | Kutaisi    | Stadio Givi Kiladze                   | 8º posto in Erovnuli Liga   |

## Classifica finale
Fonte:sito ufficiale
|  | Pos. | Squadra                | Pt | G  | V  | N  | P  | GF | GS | DR  |
|  | ---- | ---------------------- | -- | -- | -- | -- | -- | -- | -- | --- |
|  | 1.   | Dinamo Batumi          | 75 | 36 | 21 | 12 | 3  | 73 | 27 | +46 |
|  | 2.   | Dinamo Tbilisi         | 70 | 36 | 21 | 7  | 8  | 59 | 28 | +31 |
|  | 3.   | Dila Gori              | 61 | 36 | 17 | 10 | 9  | 48 | 35 | +13 |
|  | 4.   | Saburtalo Tbilisi      | 57 | 36 | 15 | 12 | 9  | 52 | 40 | +12 |
|  | 5.   | Lok’omot’ivi Tbilisi   | 53 | 36 | 15 | 8  | 13 | 57 | 59 | -2  |
|  | 6.   | Telavi                 | 44 | 36 | 12 | 8  | 16 | 35 | 53 | -18 |
|  | 7.   | Samgurali Ts'q'alt'ubo | 41 | 36 | 9  | 14 | 13 | 34 | 46 | -12 |
|  | 8.   | T'orp'edo Kutaisi      | 40 | 36 | 9  | 13 | 14 | 38 | 44 | -6  |
|  | 9.   | Shukura Kobuleti       | 27 | 36 | 5  | 12 | 19 | 28 | 49 | -21 |
|  | 10.  | Samt'redia             | 21 | 36 | 5  | 6  | 25 | 33 | 76 | -43 |

Legenda:
      Campione di Georgia e ammessa alla UEFA Champions League 2022-2023.
      Ammesse alla UEFA Europa Conference League 2022-2023.
 Ammessa allo spareggio promozione/retrocessione.
      Retrocesse in Erovnuli Liga 2 2022.
Note:
Tre punti a vittoria, uno a pareggio, zero a sconfitta.
La classifica viene stilata secondo i seguenti criteri:
- Punti conquistati
- Punti conquistati negli scontri diretti
- Differenza reti negli scontri diretti
- Reti realizzate negli scontri diretti
- Reti realizzate in trasferta negli scontri diretti (solo tra due squadre)
- Differenza reti generale
- Reti totali realizzate

## Risultati

### Partite (1-18)
|                        | Dil  | DiB  | DiT  | Lok  | Sab  | Sgr  | Sam  | Shu  | Tel  | Tor  |
| ---------------------- | ---- | ---- | ---- | ---- | ---- | ---- | ---- | ---- | ---- | ---- |
| Dila Gori              | –––– | 2-1  | 2-0  | 0-0  | 1-2  | 1-2  | 1-1  | 1-0  | 1-1  | 1-1  |
| Dinamo Batumi          | 2-0  | –––– | 1-0  | 1-1  | 4-1  | 2-0  | 2-0  | 1-1  | 3-0  | 1-1  |
| Dinamo Tbilisi         | 1-0  | 0-1  | –––– | 2-0  | 4-3  | 1-1  | 2-1  | 1-1  | 1-0  | 1-0  |
| Lokomotivi Tbilisi     | 1-2  | 2-1  | 1-3  | –––– | 0-1  | 2-3  | 3-1  | 2-1  | 3-2  | 3-1  |
| Saburtalo Tbilisi      | 3-0  | 0-0  | 0-4  | 2-0  | –––– | 2-0  | 4-0  | 2-2  | 0-0  | 0-0  |
| Samgurali Ts'q'alt'ubo | 1-2  | 0-0  | 2-0  | 1-3  | 0-0  | –––– | 0-1  | 1-0  | 1-1  | 2-1  |
| Samt'redia             | 0-2  | 0-2  | 0-2  | 3-4  | 2-3  | 2-3  | –––– | 2-2  | 2-1  | 0-0  |
| Shukura Kobuleti       | 1-1  | 1-8  | 0-2  | 0-1  | 0-0  | 2-0  | 1-0  | –––– | 2-0  | 0-2  |
| Telavi                 | 0-2  | 1-2  | 0-3  | 2-2  | 0-2  | 0-0  | 1-0  | 1-0  | –––– | 0-4  |
| Torpedo Kutaisi        | 1-0  | 0-1  | 0-2  | 1-3  | 1-1  | 0-0  | 1-1  | 0-0  | 2-2  | –––– |

### Partite (19-36)
|                        | Dil  | DiB  | DiT  | Lok  | Sab  | Sgr  | Sam  | Shu  | Tel  | Tor  |
| ---------------------- | ---- | ---- | ---- | ---- | ---- | ---- | ---- | ---- | ---- | ---- |
| Dila Gori              | –––– | 2-2  | 1-0  | 2-1  | 0-0  | 2-0  | 3-1  | 1-0  | 1-3  | 1-2  |
| Dinamo Batumi          | 2-2  | –––– | 1-1  | 7-3  | 4-0  | 3-0  | 3-1  | 2-2  | 2-0  | 3-1  |
| Dinamo Tbilisi         | 0-0  | 1-2  | –––– | 3-2  | 2-1  | 1-2  | 5-1  | 2-0  | 4-0  | 1-0  |
| Lokomotivi Tbilisi     | 0-4  | 0-0  | 2-2  | –––– | 3-2  | 2-2  | 4-2  | 1-0  | 2-3  | 1-1  |
| Saburtalo Tbilisi      | 0-0  | 1-1  | 0-1  | 1-2  | –––– | 2-1  | 5-1  | 2-1  | 2-1  | 3-0  |
| Samgurali Ts'q'alt'ubo | 1-3  | 0-3  | 2-2  | 0-0  | 1-1  | –––– | 4-0  | 0-0  | 0-1  | 0-0  |
| Samt'redia             | 1-2  | 1-0  | 0-0  | 1-0  | 0-2  | 1-2  | –––– | 1-1  | 0-2  | 4-1  |
| Shukura Kobuleti       | 4-0  | 0-2  | 0-4  | 0-1  | 1-2  | 0-0  | 2-0  | –––– | 1-1  | 0-1  |
| Telavi                 | 0-2  | 0-1  | 1-0  | 2-1  | 2-1  | 1-1  | 2-1  | 2-1  | –––– | 1-3  |
| Torpedo Kutaisi        | 0-3  | 2-2  | 0-1  | 0-1  | 1-1  | 4-1  | 4-1  | 2-1  | 0-1  | –––– |

## Spareggi salvezza
Agli spareggi salvezza vengono ammesse le squadre classificatesi all'ottavo e al nono posto in Erovnuli Liga e le squadre classificatesi al secondo e al terzo posto in Erovnuli Liga 2.
|                   | Risultati   |                   | Luogo e data               |
| ----------------- | ----------- | ----------------- | -------------------------- |
| Merani Mart'vili  | 2 - 0       | T'orp'edo Kutaisi | Mart'vili, 8 dicembre 2021 |
| Shukura Kobuleti  | 0 - 0       | Gagra             | Kobuleti, 8 dicembre 2021  |
|                   |             |                   |                            |
| T'orp'edo Kutaisi | 3 - 0 (dts) | Merani Mart'vili  | Kutaisi, 12 dicembre 2021  |
| Gagra             | 1 - 0       | Shukura Kobuleti  | Tbilisi, 12 dicembre 2021  |
|                   |             |                   |                            |

## Statistiche

### Classifica marcatori
| Gol |  |  | Giocatore              | Squadra                |
| --- |  |  | ---------------------- | ---------------------- |
| 16  |  |  | Zoran Marušić          | Dinamo Tbilisi         |
| 13  |  |  | Giorgi Pantsulaia      | Dinamo Batumi          |
| 13  |  |  | Jambul Jighauri        | Dinamo Batumi          |
| 12  |  |  | Irakli Sikharulidze    | Lok'omot'ivi Tbilisi   |
| 11  |  |  | Sergo Kukhianidze      | Samgurali Ts'q'alt'ubo |
| 10  |  |  | Giorgi Gabedava        | Dinamo Tbilisi         |
| 10  |  |  | Tornike Kapanadze      | Dila Gori              |
| 9   |  |  | Dmitrii Mandrîcenco    | Saburtalo Tbilisi      |
| 9   |  |  | Iuri Tabatadze         | Saburtalo Tbilisi      |
| 9   |  |  | Vladimer Mamuchashvili | Dinamo Batumi          |
| 9   |  |  | Tornike Akhvlediani    | Torpedo Kutaisi        |
| 8   |  |  | Usmane Kamara          | Dila Gori              |
| 8   |  |  | Mikheil Sardalishvili  | Shukura Kobuleti       |
| 8   |  |  | Fadi Zidan             | Torpedo Kutaisi        |